# Marco Olivieri
Marco Olivieri (Fermo, 30 giugno 1999) è un calciatore italiano, attaccante del Cesena.

## Caratteristiche tecniche
Esterno d'attacco, preferisce giocare partendo da sinistra, per poi convergere e calciare con il destro "alla Cristiano Ronaldo", suo piede preferito. È dotato di senso del gol, al quale abbina buone doti fisiche, nonostante la statura non particolarmente elevata.

## Carriera

### Club

#### Gli inizi
Inizia a giocare a calcio nelle giovanili dell'Ascoli, dove rimane fino al dicembre 2013. In seguito al fallimento della società passa da svincolato al Siena, dove rimane per un anno prima di trasferirsi all'Empoli.
Nella squadra toscana fa tutta la trafila nelle giovanili, fino alla squadra primavera. 

#### Juventus
Le buone prestazioni valgono la chiamata della Juventus che lo acquista in prestito con diritto di riscatto nell'agosto 2017 e lo inserisce nella formazione primavera.
L'estate successiva Juventus ed Empoli si accordano per un nuovo prestito, e Olivieri viene inserito in pianta stabile nella rosa della neonata Juventus U23 con la quale esordisce il 21 agosto 2018 nella partita di Coppa Italia Serie C vinta 1:0 contro il Cuneo. 5 giorni più tardi, sempre in Coppa Italia Serie C, segna il suo primo goal fra i professionisti nel 2-2 contro l'Albissola.
Il 30 settembre 2018 esordisce in Serie C nella partita pareggiata 1-1 contro il Novara. A fine stagione colleziona 25 presenze in campionato e 2 presenze ed un goal in Coppa Italia Serie C, venendo riscattato per una cifra vicina al milione di euro.
Il 30 giugno 2020 debutta con la formazione maggiore, entrando all'83º minuto al posto di Paulo Dybala nella partita vinta per 3-1 in casa del Genoa. Il 7 agosto seguente, debutta nella massima competizione europea, subentrando all'infortunato Paulo Dybala, nella vittoria ai danni del Olympique Lione, non riuscendo però a qualificarsi.

#### Empoli e Lecce
Per il campionato 2020-2021 viene ceduto in prestito all'Empoli. Il 28 ottobre 2020 trova il primo gol con i toscani, nella sfida di Coppa Italia vinta per 2-4 in casa del Benevento, mentre il 7 novembre successivo arriva la sua prima marcatura in Serie B, nella vittoria per 3-0 contro la Reggina. Con 5 gol contribuisce alla promozione della squadra toscana in Serie A, vincendo il campionato cadetto.
Il 22 giugno 2021 viene ceduto al Lecce con la formula di prestito con diritto e obbligo di riscatto. Esordisce con i giallorossi il 15 agosto seguente, sul campo del Parma, nella sfida di Coppa Italia vinta per 3-1 dai salentini. Colleziona 18 presenze in Serie B (di cui 9 da titolare) e 3 presenze in Coppa Italia.

#### Perugia e Venezia
Il 29 gennaio 2022 fa ritorno alla Juventus, che contestualmente lo cede a titolo temporaneo per due anni al Perugia. Il 12 febbraio successivo segna il primo gol con gli umbri, in occasione del successo per 3-0 sul Frosinone.
Il 18 agosto 2023 passa in prestito con diritto ed obbligo di riscatto al Venezia. Il 24 febbraio 2024 segna il suo primo ed alla fine unico gol con i lagunari nel successo per 2-1 in casa del Pisa. A fine stagione conquista la promozione in serie A dopo i playoff.

#### Triestina e Cesena
Il 29 agosto 2024, passa a titolo definitivo alla Triestina, in Serie C, con cui firma un contratto triennale. Al termine della stagione, per le inadempienze della società friulana, si svincola d'ufficio.
Il 20 agosto 2025 viene ingaggiato dal Cesena, in Serie B, con cui firma un accordo valido fino al 30 giugno 2028.

### Nazionale
Con la nazionale italiana Under-17 ha preso parte al campionato europeo di categoria del 2016, mentre con la nazionale italiana Under-20 ha disputato il campionato mondiale di categoria del 2019.

## Statistiche

### Presenze e reti nei club
Statistiche aggiornate al 20 agosto 2025.
| Stagione            | Squadra             | Campionato          | Campionato | Campionato | Coppe nazionali | Coppe nazionali | Coppe nazionali | Coppe continentali | Coppe continentali | Coppe continentali | Altre coppe | Altre coppe | Altre coppe | Totale | Totale |
| Stagione            | Squadra             | Comp                | Pres       | Reti       | Comp            | Pres            | Reti            | Comp               | Pres               | Reti               | Comp        | Pres        | Reti        | Pres   | Reti   |
| ------------------- | ------------------- | ------------------- | ---------- | ---------- | --------------- | --------------- | --------------- | ------------------ | ------------------ | ------------------ | ----------- | ----------- | ----------- | ------ | ------ |
| 2017-2018           | Empoli              | B                   | -          | -          | CI              | 0               | 0               | -                  | -                  | -                  | -           | -           | -           | 0      | 0      |
| 2018-2019           | Juventus U23        | C                   | 25         | 0          | CI-C            | 2               | 1               | -                  | -                  | -                  | -           | -           | -           | 27     | 1      |
| 2019-2020           | Juventus U23        | C                   | 22         | 4          | CI-C            | 5               | 0               | -                  | -                  | -                  | -           | -           | -           | 27     | 4      |
| Totale Juventus U23 | Totale Juventus U23 | Totale Juventus U23 | 47         | 4          |                 | 7               | 1               |                    | -                  | -                  |             | -           | -           | 54     | 5      |
| 2019-2020           | Juventus            | A                   | 3          | 0          | CI              | 0               | 0               | UCL                | 1                  | 0                  | SI          | -           | -           | 4      | 0      |
| 2020-2021           | Empoli              | B                   | 29         | 5          | CI              | 2               | 1               | -                  | -                  | -                  | -           | -           | -           | 31     | 6      |
| Totale Empoli       | Totale Empoli       | Totale Empoli       | 29         | 5          |                 | 2               | 1               |                    | -                  | -                  |             | -           | -           | 31     | 6      |
| 2021 gen. 2022      | Lecce               | B                   | 18         | 0          | CI              | 3               | 0               | -                  | -                  | -                  | -           | -           | -           | 21     | 0      |
| gen.-giu.2022       | Perugia             | B                   | 17+1       | 5+0        | CI              | -               | -               | -                  | -                  | -                  | -           | -           | -           | 18     | 5      |
| 2022-2023           | Perugia             | B                   | 25         | 2          | CI              | -               | -               | -                  | -                  | -                  | -           | -           | -           | 25     | 2      |
| Totale Perugia      | Totale Perugia      | Totale Perugia      | 42+1       | 7          |                 | 0               | 0               |                    | -                  | -                  |             | -           | -           | 43     | 7      |
| 2023-2024           | Venezia             | B                   | 20+3       | 1+0        | CI              | -               | -               | -                  | -                  | -                  | -           | -           | -           | 23     | 1      |
| 2024-2025           | Triestina           | C                   | 26+2       | 10+0       | CI-C            | -               | -               | -                  | -                  | -                  | -           | -           | -           | 28     | 10     |
| 2025-2026           | Cesena              | B                   | -          | -          | CI              | -               | -               | -                  | -                  | -                  | -           | -           | -           | -      | -      |
| Totale carriera     | Totale carriera     | Totale carriera     | 185+6      | 27         |                 | 12              | 2               |                    | 1                  | 0                  |             | 0           | 0           | 204    | 29     |

### Cronologia presenze e reti in nazionale
| Cronologia completa delle presenze e delle reti in nazionale ― Italia under 20 | Cronologia completa delle presenze e delle reti in nazionale ― Italia under 20 | Cronologia completa delle presenze e delle reti in nazionale ― Italia under 20 | Cronologia completa delle presenze e delle reti in nazionale ― Italia under 20 | Cronologia completa delle presenze e delle reti in nazionale ― Italia under 20 | Cronologia completa delle presenze e delle reti in nazionale ― Italia under 20 | Cronologia completa delle presenze e delle reti in nazionale ― Italia under 20 | Cronologia completa delle presenze e delle reti in nazionale ― Italia under 20 |
| Data                                                                           | Città                                                                          | In casa                                                                        | Risultato                                                                      | Ospiti                                                                         | Competizione                                                                   | Reti                                                                           | Note                                                                           |
| ------------------------------------------------------------------------------ | ------------------------------------------------------------------------------ | ------------------------------------------------------------------------------ | ------------------------------------------------------------------------------ | ------------------------------------------------------------------------------ | ------------------------------------------------------------------------------ | ------------------------------------------------------------------------------ | ------------------------------------------------------------------------------ |
| 8-8-2018                                                                       | Misano Adriatico                                                               | Italia under 20                                                                | 4 – 0                                                                          | San Marino under 20                                                            | Amichevole                                                                     | -                                                                              |                                                                                |
| 15-11-2018                                                                     | Sassuolo                                                                       | Italia under 20                                                                | 3 – 3                                                                          | Germania under 20                                                              | Elite League Under-20                                                          | -                                                                              | 69’                                                                            |
| 20-11-2018                                                                     | Katwijk                                                                        | Paesi Bassi under 20                                                           | 3 – 2                                                                          | Italia under 20                                                                | Elite League Under-20                                                          | -                                                                              | 92’                                                                            |
| 21-3-2019                                                                      | Busto Arsizio                                                                  | Italia under 20                                                                | 0 – 1                                                                          | Rep. Ceca under 20                                                             | Elite League Under-20                                                          | -                                                                              | 68’                                                                            |
| 25-3-2019                                                                      | Kriens                                                                         | Svizzera under 20                                                              | 3 – 0                                                                          | Italia under 20                                                                | Elite League Under-20                                                          | -                                                                              | 71’                                                                            |
| 29-5-2019                                                                      | Bydgoszcz                                                                      | Italia under 20                                                                | 0 – 0                                                                          | Giappone under 20                                                              | Mondiali Under-20 2019 - 1º turno                                              | -                                                                              |                                                                                |
| 7-6-2019                                                                       | Tychy                                                                          | Italia under 20                                                                | 4 – 2                                                                          | Mali under 20                                                                  | Mondiali Under-20 2019 - Quarti di finale                                      | -                                                                              | 88’                                                                            |
| 11-6-2019                                                                      | Gdynia                                                                         | Ucraina under 20                                                               | 1 – 0                                                                          | Italia under 20                                                                | Mondiali Under-20 2019 - Semifinale                                            | -                                                                              | 84’                                                                            |
| 14-6-2019                                                                      | Gdynia                                                                         | Italia under 20                                                                | 0 – 1 dts                                                                      | Ecuador under 20                                                               | Mondiali Under-20 2019 - Finale 3º posto                                       | -                                                                              | 62’ 98’                                                                        |
| 5-9-2019                                                                       | Caldiero                                                                       | Italia under 20                                                                | 2 – 0                                                                          | Polonia under 20                                                               | Elite League Under-20                                                          | -                                                                              | 72’                                                                            |
| 9-9-2019                                                                       | Přeštice                                                                       | Rep. Ceca under 20                                                             | 0 – 2                                                                          | Italia under 20                                                                | Elite League Under-20                                                          | 1                                                                              | 46’                                                                            |
| 10-10-2019                                                                     | Parma                                                                          | Italia under 20                                                                | 2 – 2                                                                          | Inghilterra under 20                                                           | Elite League Under-20                                                          | -                                                                              | 76’                                                                            |
| 15-10-2019                                                                     | Guarda                                                                         | Portogallo under 20                                                            | 3 – 4                                                                          | Italia under 20                                                                | Elite League Under-20                                                          | 1                                                                              | 62’                                                                            |
| 18-11-2019                                                                     | Biella                                                                         | Italia under 20                                                                | 4 – 2                                                                          | Svizzera under 20                                                              | Elite League Under-20                                                          | -                                                                              | 67’                                                                            |
| Totale                                                                         |                                                                                | Presenze                                                                       | 14                                                                             |                                                                                | Reti                                                                           | 2                                                                              |                                                                                |

| Cronologia completa delle presenze e delle reti in nazionale ― Italia under 19 | Cronologia completa delle presenze e delle reti in nazionale ― Italia under 19 | Cronologia completa delle presenze e delle reti in nazionale ― Italia under 19 | Cronologia completa delle presenze e delle reti in nazionale ― Italia under 19 | Cronologia completa delle presenze e delle reti in nazionale ― Italia under 19 | Cronologia completa delle presenze e delle reti in nazionale ― Italia under 19 | Cronologia completa delle presenze e delle reti in nazionale ― Italia under 19 | Cronologia completa delle presenze e delle reti in nazionale ― Italia under 19 |
| Data                                                                           | Città                                                                          | In casa                                                                        | Risultato                                                                      | Ospiti                                                                         | Competizione                                                                   | Reti                                                                           | Note                                                                           |
| ------------------------------------------------------------------------------ | ------------------------------------------------------------------------------ | ------------------------------------------------------------------------------ | ------------------------------------------------------------------------------ | ------------------------------------------------------------------------------ | ------------------------------------------------------------------------------ | ------------------------------------------------------------------------------ | ------------------------------------------------------------------------------ |
| 9-8-2017                                                                       | Zara                                                                           | Croazia under 19                                                               | 0 – 2                                                                          | Italia under 19                                                                | Amichevole                                                                     | 1                                                                              | 46’                                                                            |
| 1-9-2017                                                                       | Noceto                                                                         | Italia under 19                                                                | 1 – 1                                                                          | Turchia under 19                                                               | Amichevole                                                                     | 1                                                                              | 62’                                                                            |
| 5-9-2017                                                                       | Reggio Emilia                                                                  | Italia under 19                                                                | 2 – 1                                                                          | Russia under 19                                                                | Amichevole                                                                     | 1                                                                              | 86’                                                                            |
| 9-11-2017                                                                      | Zeist                                                                          | Paesi Bassi under 19                                                           | 2 – 1                                                                          | Italia under 19                                                                | Amichevole                                                                     | -                                                                              | 60’ 82’                                                                        |
| 13-12-2017                                                                     | Cologno al Serio                                                               | Italia under 19                                                                | 5 – 0                                                                          | Finlandia under 19                                                             | Amichevole                                                                     | -                                                                              | 46’                                                                            |
| 17-1-2018                                                                      | Guadalajara                                                                    | Spagna under 19                                                                | 2 – 0                                                                          | Italia under 19                                                                | Amichevole                                                                     | -                                                                              | 58’                                                                            |
| 21-2-2018                                                                      | Clairefontaine-en-Yvelines                                                     | Francia under 19                                                               | 2 – 1                                                                          | Italia under 19                                                                | Amichevole                                                                     | -                                                                              | 41’ 79’                                                                        |
| Totale                                                                         |                                                                                | Presenze                                                                       | 7                                                                              |                                                                                | Reti                                                                           | 3                                                                              |                                                                                |

## Palmarès

### Club

#### Competizioni nazionali
- Campionato italiano: 1

Juventus: 2019-2020
- Coppa Italia Serie C: 1

Juventus U23: 2019-2020
- Campionato italiano di Serie B: 1

Empoli: 2020-2021